# Evania animensis
Evania animensis är en stekelart som beskrevs av Maximilian Spinola 1840. Evania animensis ingår i släktet Evania och familjen hungersteklar. Inga underarter finns listade i Catalogue of Life.